# Parc provincial La Cloche
Le parc provincial La Cloche (anglais : La Cloche Provincial Park) est un parc provincial située dans le centre de l'Ontario, au Canada. Il couvre une partie seulement des montagnes La Cloche.

## Présentation
Le parc de 7 448 hectares est traversé par le lac La Cloche qui forme une boucle en forme de "C" et dont les eaux se jettent dans le lac Huron.  Le parc est situé dans le district de Sudbury dans la province de l'Ontario le long de la baie Géorgienne, face à l'Île Manitoulin et au lac Huron et au sud-ouest de la ville d'Espanola. Il partage sa limite est avec la réserve de conservation La Cloche Ridge.
Le parc La Cloche tient son nom aux sons émis par les Amérindiens sur un rocher, à l'époque de la Nouvelle-France, et entendus par les trappeurs et coureurs des bois Canadiens-français.
Le parc La Cloche n'est pas aménagé pour les visiteurs, mais peut, néanmoins, être parcouru par les touristes. Un ancien poste de traite, le Fort La Cloche, fut édifié dans la seconde moitié du XVIIIe siècle par la Compagnie de la Baie d'Hudson.